# Distretto di Mananjary
Il distretto di Mananjary è un distretto del Madagascar situato nella regione di Vatovavy-Fitovinany. Ha per capoluogo la città di Mananjary.
La popolazione del distretto è di 300 300 abitanti (censimento 2011).